# Durancy
Jean-François Fieuzal (ou Fieusacq), dit Durancy, est un acteur et directeur de théâtre français né à Paris en 1716 et mort à Bruxelles le 16 février 1769. Il a notamment dirigé le Théâtre de la Monnaie dans les années 1750.
Sa fille Céleste jouera longtemps à la Comédie-Française et à l'Opéra de Paris.